# 키갈리
키갈리(영어: Kigali)는 르완다의 수도이자 최대 도시이다. 이곳은 일련의 계곡과 능선이 가파른 경사면으로 연결되어 있는 구불구불한 언덕 지역의 국가 지리적 중심 근처에 있다. 키갈리는 비교적 새로운 도시인데, 1907년 행정 전초기지로 설립된 이래 르완다의 경제, 문화, 교통의 중심지였으며, 1962년 독립하면서 국가의 수도가 되면서 후예에서 중심이 옮겨졌다.
15세기부터 르완다 왕국이, 그 후 20세기 초에 독일 제국에 의해 통제된 지역에서 1907년 식민지 주민인 리하르트 칸트가 중심 위치, 전망, 보안을 이유로 그의 본부 부지를 선택하면서 도시가 설립되었다. 독일 시대에 외국 상인들이 도시에서 무역을 하기 시작했고, 칸트는 투치족 르완다 학생들을 위해 정부가 운영하는 학교를 열었다. 벨기에는 제1차 세계 대전 중에 르완다와 부룬디를 통치하여 루안다-우룬디 통치령을 형성했다. 키갈리는 르완다의 식민지 행정 중심지로 남아 있었지만 루안다-우룬디의 수도는 부룬디의 우숨부라(현 부줌부라)에 있었고 키갈리는 독립 당시 인구가 6,000명에 불과한 작은 도시로 남아있었다.
키갈리는 이후 수십 년 동안 천천히 성장했다. 1990년에 시작된 정부군과 반군 르완다 애국전선 사이의 르완다 내전은 처음에는 직접적인 영향을 받지 않았다. 그러나 1994년 4월에 그의 항공기가 키갈리 근처에서 격추되었을 때 르완다의 대통령인 쥐베날 하브자리마나가 사망했다. 대통령 사망은 이후 르완다 집단학살로 이어졌고, 약 80만에서 100만명의 사람들이 사망했다. 르완다 애국전선인 RPF는 전투를 재개하여 1년여 간의 휴전을 종료했다. 이들은 점차적으로 국가 대부분을 장악했고 1994년 7월 4일 키갈리를 점령했다. 대량 학살 이후의 키갈리는 도시의 많은 부분이 재건되면서 급격한 인구 증가를 경험했다.
키갈리시는 르완다의 5개 주 중 하나로 2006년에 경계가 설정되었다. 이 도시는 가사보(Gasabo), 키쿠키로(Kicukiro), 냐루겐게(Nyarugenge)의 3개 구역으로 나누어져 있으며 역사적으로 지역 자치의 중요한 영역을 통제했다. 2020년 1월 개혁으로 이 지역의 권한 대부분이 시 전체 의회로 이양되었다. 또한 이 도시에는 르완다 대통령과 대부분의 정부 부처의 주요 거주지와 사무실이 존재한다. 키갈리의 국내총생산에 가장 큰 기여를 하는 것은 서비스업이지만 인구의 상당 부분이 소규모 생계형 농업을 포함한 농업에 종사한다. 레저 관광, 회의 및 전시회를 포함한 시 당국의 우선 순위는 외국인 관광객 유치이다.

## 어원
키갈리(Kigali)라는 이름은 키냐르완다어 접두사 ki와 넓다는 뜻의 형용사 접미사 gali가 결합된 것이다. 원래 키갈리산에 적용되었는데, 아마 산 자체가 넓었기 때문에 도시가 나중에 산의 이름을 따서 명명되었을 것으로 추정된다. 르완다 구전 역사에 따르면, 이 이름은 14세기에 유래되었다고 한다. 르완다의 구전 역사와 전통에 대해 광범위한 조사를 한 르완다 학자 알렉시스 카가메는 키갈리(Kigali)라는 이름은 킬리마 1세 루그웨 왕이 이 지역을 정복한 후 사용하게 되었다고 썼다.

## 역사

### 식민지 이전 시대
오늘날 르완다의 초기 거주자는 기원전 8000년에서 3000년 사이에 이 지역에 정착하여 오늘날에도 남아있는 원주민 피그미 수렵채집인 트와족이다. 기원전 700년에서 서기 1500년 사이에 후투족과 투치족을 포함한 여러 반투족이 농업을 위해 숲을 개간하기 시작했다. 구전 역사에 따르면 르완다 왕국은 14세기에 현대 키갈리에서 동쪽으로 약 40km 떨어진 무하지 호숫가에 세워졌다. 초기 왕국에는 키갈리가 포함되어 있었지만 역사상 이 시점에서는 더 크고 강력한 이웃인 부게세라(Bugesera)와 기사카(Gisaka)가 있는 작은 국가였다.
16세기엔 기사카 왕조의 일원이 르완다의 왕 루간주 1세 브윔바(Ruganzu I Bwimba)를 죽였으나, 루간주의 아들 실리마 1세 루그웨(Cyilima I Rugwe)는 부게세라의 도움을 받아 반격하여 르완다의 영토를 확장할 수 있었다. 16세기 말 또는 17세기 초 르완다 왕국은 북쪽에서 오늘날 우간다의 부뇨로에 의해 침략당했다. 왕은 서쪽으로 도망쳐야 했고, 키갈리와 르완다 동부는 부게세라와 기사카의 손에 맡겨졌다. 17세기에 mwami(왕) 루간주 2세 은돌리가 새로운 르완다 왕조를 세웠고, 뒤이어 동쪽으로 침략하고 부게세라를 정복하면서 르완다 왕국이 이 지역을 지배하기 시작했다. 왕국의 수도는 나라의 남쪽에 있는 니안자에 있었다.

### 식민지 시대

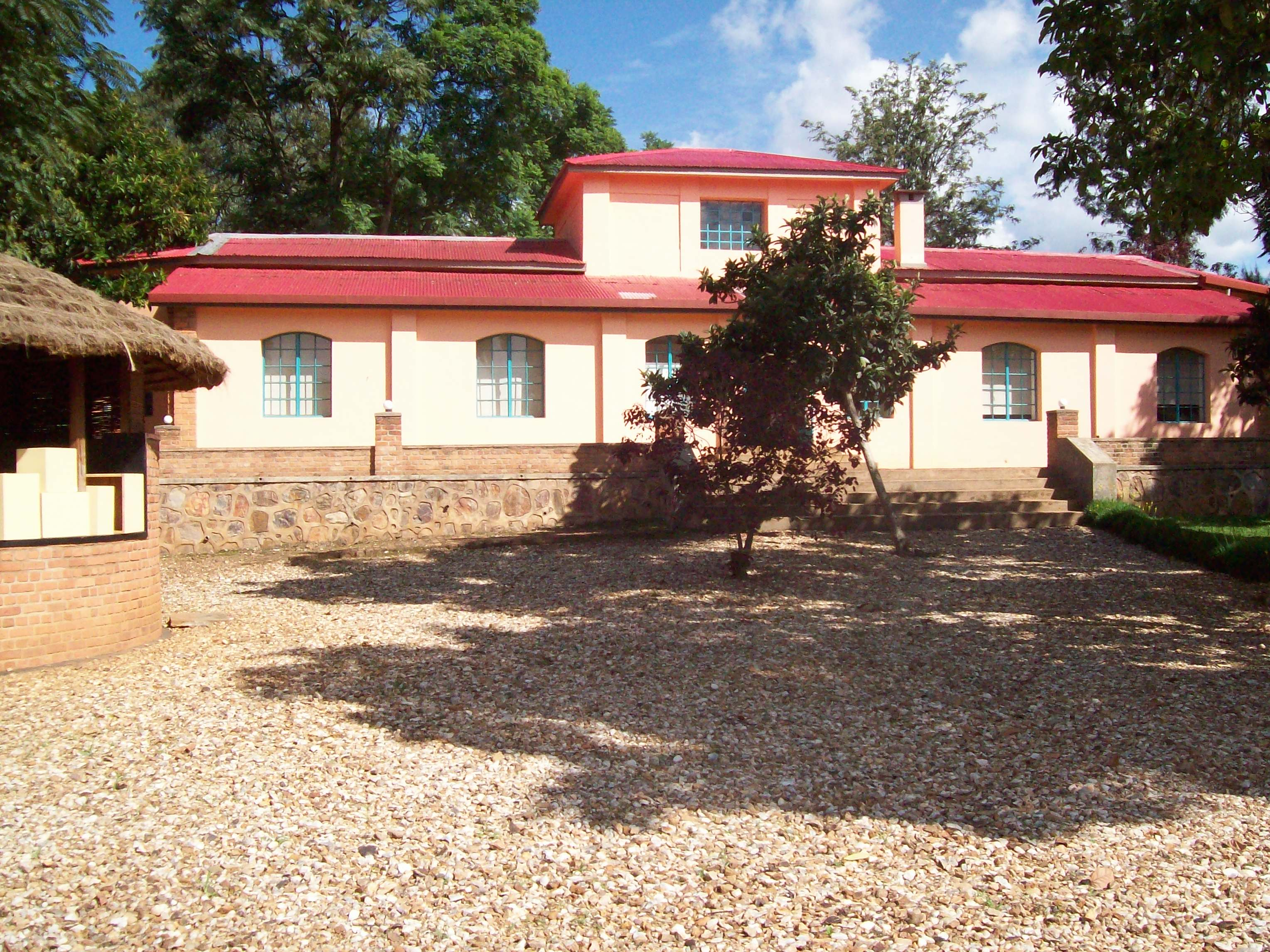
리하르트 칸트를 위해 지어진 키갈리 최초의 유럽식 주택(현재는 칸트 하우스 자연사 박물관)

키갈리의 설립은 일반적으로 1907년에 독일의 행정가이자 탐험가인 리하르트 칸트가 르완다의 첫 번째 거주자로 임명되어 도시를 본부로 설립한 것으로 추정된다. 알렉시스 카가메는 이 도시가 1300년대 또는 1500년대에 킬리마 1세 루그웨(Cyilima I Rugwe) 치하에서 수도로 설립되었다는 대안 이론을 제시했다. 그러나 이에 대한 직접적인 증거는 거의 없으며 식민지 이전 시대의 최근 왕들이 니안자에 기반을 둔 것으로 알려져 있다. 르완다와 인근 부룬디는 1884년 베를린 회담에 의해 독일에 할당되어 독일령 동아프리카의 일부가 되었고, 독일은 1897년 왕 유히 5세 무싱가와 동맹을 맺으면서 르완다에 주둔하게 되었다. 칸트는 1899년 키부호를 탐사하고 나일강의 발원지를 찾기 위해 르완다에 도착했다.
1907년 독일이 르완다 행정부를 부룬디 행정부와 분리하기로 결정했을 때 칸트는 거주자로 임명되었다. 칸트가 키갈리에 본사를 두게 된 이유는 국가의 중심에 위치해 있다는 것과 냐루겐게 언덕의 부지가 좋은 전망과 보안을 제공했기 때문에 결정했다. 중심 업무 지구(CBD)에 가까운 칸트의 집은 도시 최초의 유럽식 주택이었으며 오늘날에도 칸트 집 자연사 박물관으로 사용되고 있다. 1905년 독일의 조례에 의해 "비원주민"의 르완다 입국을 금지했음에도 불구하고, 칸트는 1908년 외국 상인의 입국을 허용하기 시작했고, 이로 인해 르완다에서 상업 활동이 시작되었다. 키갈리의 첫 번째 기업은 간다인과 스와힐리인들의 도움을 받아 그리스와 인도 상인들에 의해 설립되었다. 거래 품목에는 천과 구슬이 포함되었다. 상업 활동은 제한적이었고 1914년에는 도시에 회사가 약 30개 정도 있었다. 그리고 칸트는 키갈리에 정부가 운영하는 학교를 열었고, 투치족 학생들을 교육하기 시작했다.
벨기에군은 제1차 세계 대전 중 르완다와 부룬디를 점령했고, 키갈리는 1916년 5월 6일 필리프 몰리터 대령이 이끄는 북부 여단에 의해 점령되었다. 벨기에는 1922년 국제연맹의 위임통치령에 의해 주권을 부여받아 루안다-우룬디의 영토를 점령하였다. 1917년 초 벨기에는 무싱가 국왕을 체포하고 르완다인들을 사법부에서 배제하는 등 직접 통치를 하기 시작했다. 이 시기에 키갈리는 기세니와 함께 두 지방의 수도 중 하나였다. 전쟁 중 유럽군을 지원하기 위한 현지인 모집, 군인들의 식량 약탈, 집중호우로 인한 농업, 노동력 부족은 벨기에 정권 초기에 심각한 기근으로 이어졌다. 복잡한 르완다 사회를 통치하는 어려움과 기근으로 인해 벨기에인들은 1917년 말에 독일식 간접 통치를 다시 확립하게 되었다. 무싱가는 니안자에서 그의 왕위를 회복했고, 키갈리는 식민지 통치의 본거지로 남아있었다. 이 협정은 1920년대 중반까지 지속되었지만, 1924년부터 벨기에인들은 다시 한번 군주제를 폐지하기 시작했고, 이번에는 영구적으로 군주제를 포기했다. 벨기에는 분쟁 해결, 공무원 임명, 세금 징수 등의 통제권을 장악하였다. 키갈리는 루안다-우룬디의 수도 우숨부라에서 행정의 대부분이 이루어졌기 때문에 식민지 시대의 나머지 기간 동안 상대적으로 작은 규모를 유지했다. 우숨부라의 인구는 1950년대에 50,000명을 넘어 위임통치령의 유일한 유럽식 도시였으며, 키갈리의 인구는 1962년 독립할 때까지 약 6,000명 수준을 유지했다.

## 경제
근처에서는 주석이 채굴되고 있고, 1980년대에는 정련공장이 만들어졌다.

## 교통
키갈리 동쪽 끝에 키갈리 국제 공항이 위치한다.

## 기후
| 키갈리 (키갈리 국제공항, 1991년~2020년)의 기후 | 키갈리 (키갈리 국제공항, 1991년~2020년)의 기후 | 키갈리 (키갈리 국제공항, 1991년~2020년)의 기후 | 키갈리 (키갈리 국제공항, 1991년~2020년)의 기후 | 키갈리 (키갈리 국제공항, 1991년~2020년)의 기후 | 키갈리 (키갈리 국제공항, 1991년~2020년)의 기후 | 키갈리 (키갈리 국제공항, 1991년~2020년)의 기후 | 키갈리 (키갈리 국제공항, 1991년~2020년)의 기후 | 키갈리 (키갈리 국제공항, 1991년~2020년)의 기후 | 키갈리 (키갈리 국제공항, 1991년~2020년)의 기후 | 키갈리 (키갈리 국제공항, 1991년~2020년)의 기후 | 키갈리 (키갈리 국제공항, 1991년~2020년)의 기후 | 키갈리 (키갈리 국제공항, 1991년~2020년)의 기후 | 키갈리 (키갈리 국제공항, 1991년~2020년)의 기후 |
| 월                                             | 1월                                            | 2월                                            | 3월                                            | 4월                                            | 5월                                            | 6월                                            | 7월                                            | 8월                                            | 9월                                            | 10월                                           | 11월                                           | 12월                                           | 연간                                           |
| ---------------------------------------------- | ---------------------------------------------- | ---------------------------------------------- | ---------------------------------------------- | ---------------------------------------------- | ---------------------------------------------- | ---------------------------------------------- | ---------------------------------------------- | ---------------------------------------------- | ---------------------------------------------- | ---------------------------------------------- | ---------------------------------------------- | ---------------------------------------------- | ---------------------------------------------- |
| 역대 최고 기온 °C (°F)                         | 33.4 (92.1)                                    | 35.4 (95.7)                                    | 34.0 (93.2)                                    | 31.2 (88.2)                                    | 31.6 (88.9)                                    | 30.8 (87.4)                                    | 31.1 (88.0)                                    | 32.4 (90.3)                                    | 32.8 (91.0)                                    | 32.4 (90.3)                                    | 30.6 (87.1)                                    | 32.0 (89.6)                                    | 35.4 (95.7)                                    |
| 일평균 최고 기온 °C (°F)                       | 27.5 (81.5)                                    | 27.8 (82.0)                                    | 27.1 (80.8)                                    | 26.4 (79.5)                                    | 26.3 (79.3)                                    | 26.7 (80.1)                                    | 27.4 (81.3)                                    | 28.2 (82.8)                                    | 28.2 (82.8)                                    | 27.4 (81.3)                                    | 26.3 (79.3)                                    | 26.8 (80.2)                                    | 27.2 (81.0)                                    |
| 일일 평균 기온 °C (°F)                         | 21.9 (71.4)                                    | 22.0 (71.6)                                    | 21.7 (71.1)                                    | 21.5 (70.7)                                    | 21.5 (70.7)                                    | 21.3 (70.3)                                    | 21.4 (70.5)                                    | 22.3 (72.1)                                    | 22.3 (72.1)                                    | 21.9 (71.4)                                    | 21.2 (70.2)                                    | 21.5 (70.7)                                    | 21.7 (71.1)                                    |
| 일평균 최저 기온 °C (°F)                       | 16.2 (61.2)                                    | 16.3 (61.3)                                    | 16.2 (61.2)                                    | 16.5 (61.7)                                    | 16.6 (61.9)                                    | 16.0 (60.8)                                    | 15.4 (59.7)                                    | 16.4 (61.5)                                    | 16.4 (61.5)                                    | 16.3 (61.3)                                    | 16.1 (61.0)                                    | 16.2 (61.2)                                    | 16.2 (61.2)                                    |
| 역대 최저 기온 °C (°F)                         | 12.0 (53.6)                                    | 12.4 (54.3)                                    | 12.9 (55.2)                                    | 12.5 (54.5)                                    | 13.0 (55.4)                                    | 12.4 (54.3)                                    | 7.7 (45.9)                                     | 11.0 (51.8)                                    | 11.2 (52.2)                                    | 11.6 (52.9)                                    | 12.8 (55.0)                                    | 12.0 (53.6)                                    | 7.7 (45.9)                                     |
| 평균 강수량 mm (인치)                          | 84.2 (3.31)                                    | 83.9 (3.30)                                    | 129.1 (5.08)                                   | 135.5 (5.33)                                   | 88.7 (3.49)                                    | 20.3 (0.80)                                    | 10.2 (0.40)                                    | 30.2 (1.19)                                    | 64.8 (2.55)                                    | 108.8 (4.28)                                   | 121.2 (4.77)                                   | 76.4 (3.01)                                    | 953.5 (37.54)                                  |
| 평균 강수일수 (≥ 1.0 mm)                       | 8.5                                            | 7.8                                            | 12.9                                           | 14.4                                           | 9.8                                            | 2.3                                            | 0.9                                            | 3.6                                            | 7.9                                            | 12.5                                           | 13.6                                           | 9.9                                            | 104.2                                          |
| 출처: 미국 해양대기청                          |                                                |                                                |                                                |                                                |                                                |                                                |                                                |                                                |                                                |                                                |                                                |                                                |                                                |

## 자매 도시
- 우간다 캄팔라
- 미국 샌버너디노

### 인용주
1. 1 2 3  “Population of Rwanda according to the population and housing censuses”. 《citypopulation.de》. 2022년 8월 1일. 2023년 3월 5일에 확인함.
2. ↑  REMA 2013, 11쪽.
3. ↑  “Global Data Lab: Sub-national HDI”. Institute for Management Research, Radboud University. 2020년 5월 11일에 확인함.
4. ↑  “Rwanda”. 《The World Factbook》. Central Intelligence Agency. 2021년 2월 5일. 2021년 2월 17일에 확인함.
5. 1 2 3  Mbanda, Gerald (2014년 9월 16일). “The Legacy of Dr. Richard Kandt (Part I)”. 《The New Times》. 2018년 6월 3일에 확인함.
6. ↑  Vansina 2005, 4쪽.
7. ↑  Chrétien 2003, 44쪽.
8. 1 2  Mamdani 2002, 61쪽.
9. ↑  Chrétien 2003, 58쪽.
10. ↑  Dorsey 1994, 37쪽.
11. 1 2  Munyakazi & Ntagaramba 2005, 18쪽.
12. ↑  Prunier 1999, 18쪽.
13. ↑  “Muhazi”. Rwanda Development Board. 2016년 3월 25일에 원본 문서에서 보존된 문서. 2018년 6월 6일에 확인함 – RwandaTourism.com 경유.
14. ↑  Dorsey 1994, 6쪽.
15. 1 2  Chrétien 2003, 158쪽.
16. 1 2  Streissguth 2007, 21–22쪽.
17. ↑  Dorsey 1994, 39쪽.
18. ↑  Twagilimana 2015, 175쪽.
19. ↑  Cybriwsky 2013, 140–141쪽.
20. ↑  Richardson, Heather (2019년 3월 13일). “Kigali city guide: where to eat, drink, shop and stay in Rwanda's charming capital”. 《The Independent》. 2020년 8월 14일에 확인함.
21. 1 2  “Mainstory: Kigali City through history”. 《The New Times》. 2007년 11월 24일. 2020년 12월 21일에 확인함.
22. ↑  Appiah & Gates 2010, 218쪽.
23. ↑  Carney 2013, 24쪽.
24. ↑  Tabaro, Jean de la Croix (2014년 7월 6일). “The story of Kandt and how Kigali came to be the capital city”. 《The New Times》. 2020년 5월 11일에 확인함.
25. ↑  Louis 1963, 146쪽.
26. 1 2  Ntagungura, Godfrey (2011년 5월 20일). “The history of City of Kigali”. 《The New Times》. 2021년 1월 24일에 확인함.
27. ↑  “Institute of National Museums of Rwanda”. National Museums of Rwanda. 2008년 12월 9일에 원본 문서에서 보존된 문서. 2020년 5월 21일에 확인함.
28. 1 2  Louis 1963, 168쪽.
29. 1 2  Dorsey 1994, 46쪽.
30. 1 2  Linden & Linden 1977, 103쪽.
31. ↑  Louis 1963, 172쪽.
32. ↑  Linden & Linden 1977, 110쪽.
33. ↑  Stapleton 2013, 164쪽.
34. ↑  Prunier 1999, 25–26쪽.
35. ↑  Linden & Linden 1977, 127쪽.
36. ↑  Des Forges 2011, 135쪽.
37. ↑  Des Forges 2011, 137–138쪽.
38. ↑  Linden & Linden 1977, 130쪽.
39. ↑  Des Forges 2011, 142쪽.
40. ↑  Dorsey 1994, 275쪽.
41. 1 2  Des Forges 2011, 210쪽.
42. ↑  Geary 2003, 96쪽.
43. ↑  Stapleton 2017, 34쪽.
44. ↑  “Ruanda Urundi / Preface by Jean-Paul Horroy, governor of Ruanda-Urundi”. Infor Congo (Belgian Congo and Ruanda-Urundi Information and Public Relations Office). 1958. OCLC 782062177.
45. ↑  Ntagungura, Godfrey (2011년 5월 20일). “The history of City of Kigali”. 《The New Times》. 2021년 1월 24일에 확인함.
46. ↑  “World Meteorological Organization Climate Normals for 1991-2020 — Kigali Aero”. 미국 해양대기청. 2024년 6월 16일에 확인함.

### 참조주
- Adekunle, Julius (2007). 《Culture and customs of Rwanda》. Greenwood Press. ISBN 978-0-313-33177-0.
- African Development Bank; OECD (2006). 《African Economic Outlook》 5판. OECD Publishing. ISBN 978-92-64-02243-0.
- Appiah, Anthony; Gates, Henry Louis (2010). 《Encyclopedia of Africa》 1. Oxford University Press. ISBN 978-0-19-533770-9.
- Briggs, Philip; Booth, Janice (2006). 《Rwanda – The Bradt Travel Guide》 3판. Bradt Travel Guides. ISBN 978-1-841621-80-7.
- Cassimon, Danny; Engelen, Peter-Jan; Reyntjens, Filip (2013). “Rwanda's involvement in Eastern DRC: A criminal real options approach” (PDF). 《Crime, Law and Social Change》 59 (1): 39–62. doi:10.1007/s10611-012-9397-7. S2CID 145263108.
- Briggs, Phillip; Connolly, Sean (2018). 《Rwanda》. Bradt Travel Guides. ISBN 978-1-78477-096-9.
- Bundervoet, Tom; Maiyo, Laban; Sanghi, Apurva (October 2015). “Bright Lights, Big Cities: Measuring National and Subnational Economic Growth in Africa from Outer Space, with an Application to Kenya and Rwanda”. SSRN 2682850.
- Bundervoet, Tom; Parby, Jonas Ingemann; Nakamura, Shohei; Choi, Narae (December 2017). “Reshaping urbanization in Rwanda: economic and spatial trends and proposals – note 1: urbanization and the evolution of Rwanda's urban landscape” (PDF). World Bank Group. 2021년 1월 24일에 확인함.
- Carney, J.J. (2013). 《Rwanda Before the Genocide: Catholic Politics and Ethnic Discourse in the Late Colonial Era》. Oxford University Press. ISBN 978-0-19-998227-1.
- Central Intelligence Agency (CIA) (2007). 《The World Factbook 2007》. Government Printing Office. ISBN 978-0-16-078580-1.
- Chrétien, Jean-Pierre (2003). 《The Great Lakes of Africa: Two Thousand Years of History》. MIT Press. ISBN 978-1-890951-34-4.
- Cybriwsky, Roman A. (2013). 《Capital Cities around the World: An Encyclopedia of Geography, History, and Culture》. ABC-CLIO. ISBN 978-1-61069-248-9.
- Dallaire, Roméo (2005). 《Shake Hands with the Devil: The Failure of Humanity in Rwanda》. Arrow. ISBN 978-0-09-947893-5.
- Des Forges, Alison (2011).  David Newbury, 편집. 《Defeat is the only bad news: Rwanda under Musinga, 1896–1931》. University of Wisconsin Press. ISBN 978-0-299-28143-4.
- Dorsey, Learthen (1994). 《Historical Dictionary of Rwanda》 1판. Scarecrow Press. ISBN 978-0-8108-2820-9.
- Fegley, Randall (2016). 《A History of Rwandan Identity and Trauma: The Mythmakers' Victims》. Lexington Books. ISBN 978-1-49851944-1.
- Geary, Anthony (2003). 《In and Out of Focus: Images from Central Africa, 1885–1960》. Palgrave Macmillan. ISBN 978-0-85667-552-2.
- King, David C. (2007). 《Rwanda (Cultures of the World)》. Benchmark Books. ISBN 978-0-7614-2333-1.
- Kiregyera, Ben (2015). 《The Emerging Data Revolution in Africa: Strengthening the Statistics, Policy and Decision-making Chain》. African Sun Media. ISBN 978-1-920689-56-8.
- Lemarchand, Guillermo A.; Tash, April (2015). 《Mapping research and innovation in the Republic of Rwanda》. UNESCO Publishing. ISBN 978-92-3-100126-0.
- Linden, Ian; Linden, Jane (1977). 《Church and Revolution in Rwanda》 illurat판. Manchester University Press. ISBN 978-0-7190-0671-5.
- Louis, William Roger (1963). 《Ruanda-Urundi, 1884–1919》. Clarendon Press. ISBN 978-0-19-821621-6.
- Mamdani, Mahmood (2002). 《When Victims Become Killers: Colonialism, Nativism, and the Genocide in Rwanda》. Princeton University Press. ISBN 978-0-691-10280-1.
- “Understanding Dropout and Repetition in Rwanda: Full Report” (PDF). Ministry of Education, Republic of Rwanda (MINEDUC) and UNICEF. 2017년 9월 20일. 2020년 5월 20일에 확인함.
- “2018 Education Statistics” (PDF). Ministry of Education, Republic of Rwanda (MINEDUC). December 2018. 2020년 5월 11일에 확인함.[깨진 링크(과거 내용 찾기)]
- Munyakazi, Augustine; Ntagaramba, Johnson Funga (2005). 《Atlas of Rwanda》 (프랑스어). Macmillan Education. ISBN 978-0-333-95451-5.
- “Population size, structure and distribution”. National Institute of Statistics of Rwanda (NISR). 2012a. 2020년 11월 19일에 원본 문서 (PDF)에서 보존된 문서. 2018년 6월 1일에 확인함.
- “Final Results: Main indicators report” (PDF). National Institute of Statistics of Rwanda (NISR). 2012b. 2020년 5월 18일에 확인함.
- Fourth Population and Housing Census, Rwanda, 2012: Socio-cultural characteristics of the population (보고서). National Institute of Statistics of Rwanda (NISR). January 2014. 2020년 5월 5일에 확인함.
- Prunier, Gérard (1999). 《The Rwanda Crisis: History of a Genocide》 2판. Fountain Publishers Limited. ISBN 978-9970-02-089-8.
- “Performance audit report on procurement and management of drugs and medical supplies and its impact on health care at University Teaching Hospital-Kigali” (PDF). Office of the Auditor General, Rwanda (OAG). April 2016. 2021년 2월 20일에 확인함.
- Rollason, Will (2012). “Youth development success amongst motorcycle taxi drivers in Kigali” (PDF). Brunel University. 2021년 2월 19일에 확인함.
- “Kigali: State of Environment and Outlook Report 2013” (PDF). Rwanda Environment Management Authority (REMA). 2013. 2023년 2월 12일에 원본 문서 (PDF)에서 보존된 문서. 2018년 5월 15일에 확인함.
- “List of FM and TV stations operating in Rwanda and their approximate coverage” (PDF). Rwanda Utilities Regulatory Authority (RURA). 2018년 7월 30일. 2019년 7월 13일에 원본 문서 (PDF)에서 보존된 문서. 2021년 2월 18일에 확인함 – Rwanda Governance Board 경유.
- Stapleton, Timothy J. (2013). 《A Military History of Africa [3 volumes]》. ABC-CLIO. ISBN 978-0-313-39570-3.
- Stapleton, Timothy J. (2017). 《A History of Genocide in Africa》. ABC-CLIO. ISBN 978-1-4408-3052-5.
- Streissguth, Thomas (2007). 《Rwanda in Pictures》 illurat판. Twenty-First Century Books. ISBN 978-0-8225-8570-1.
- Twagilimana, Aimable (2015). 《Historical Dictionary of Rwanda》 2판. Rowman & Littlefield. ISBN 978-1-4422-5591-3.
- “Population projections” (PDF). United Nations Development Programme (UNDP). 2015. 2018년 5월 16일에 원본 문서 (PDF)에서 보존된 문서. 2018년 6월 1일에 확인함.
- Vansina, Jan (2005). 《Antecedents to Modern Rwanda: The Nyiginya Kingdom》. University of Wisconsin Press. ISBN 978-0-2992-0123-4.
- Watson, Graeme; Renzi, Barbara Gabriella; Viggiani, Elisabetta (2010). 《Friends and Foes Volume II: Friendship and Conflict from Social and Political Perspectives》. Cambridge Scholars Publishing. ISBN 978-1-4438-1993-0.
- “Primary Health Care Systems: Case study from Rwanda” (PDF). abridged. World Health Organization (WHO). 2017. 2021년 2월 16일에 확인함.
- 《Education in Rwanda: Rebalancing Resources to Accelerate Post-conflict Development and Poverty Reduction》. Country Studies. World Bank. 2004. doi:10.1596/0-8213-5610-0. ISBN 978-0-8213-5610-4.[깨진 링크(과거 내용 찾기)]
- “Rwanda Economic Update” (PDF). World Bank. February 2016. 2021년 1월 24일에 확인함.
- World Resources Report (2011). “Maintenance of Hydropower Potential in Rwanda Through Ecosystem Restoration” (PDF). 2012년 3월 24일에 원본 문서 (PDF)에서 보존된 문서. 2020년 2월 10일에 확인함.